# Lennart Kollberg
 Der er for få eller ingen kildehenvisninger i denne artikel, hvilket er et problem. Du kan hjælpe ved at angive troværdige kilder til de påstande, som fremføres i artiklen.

Lennart Kollberg er en fiktiv person, som er med i de 10 bøger, Roman om en forbrydelse, som er blevet skrevet af det svenske ægtepar Maj Sjöwall og Per Wahlöö mellem 1965-1975.
Lennart Kollberg er den nærmeste ven af hovedpersonen Martin Beck.